# AKB48

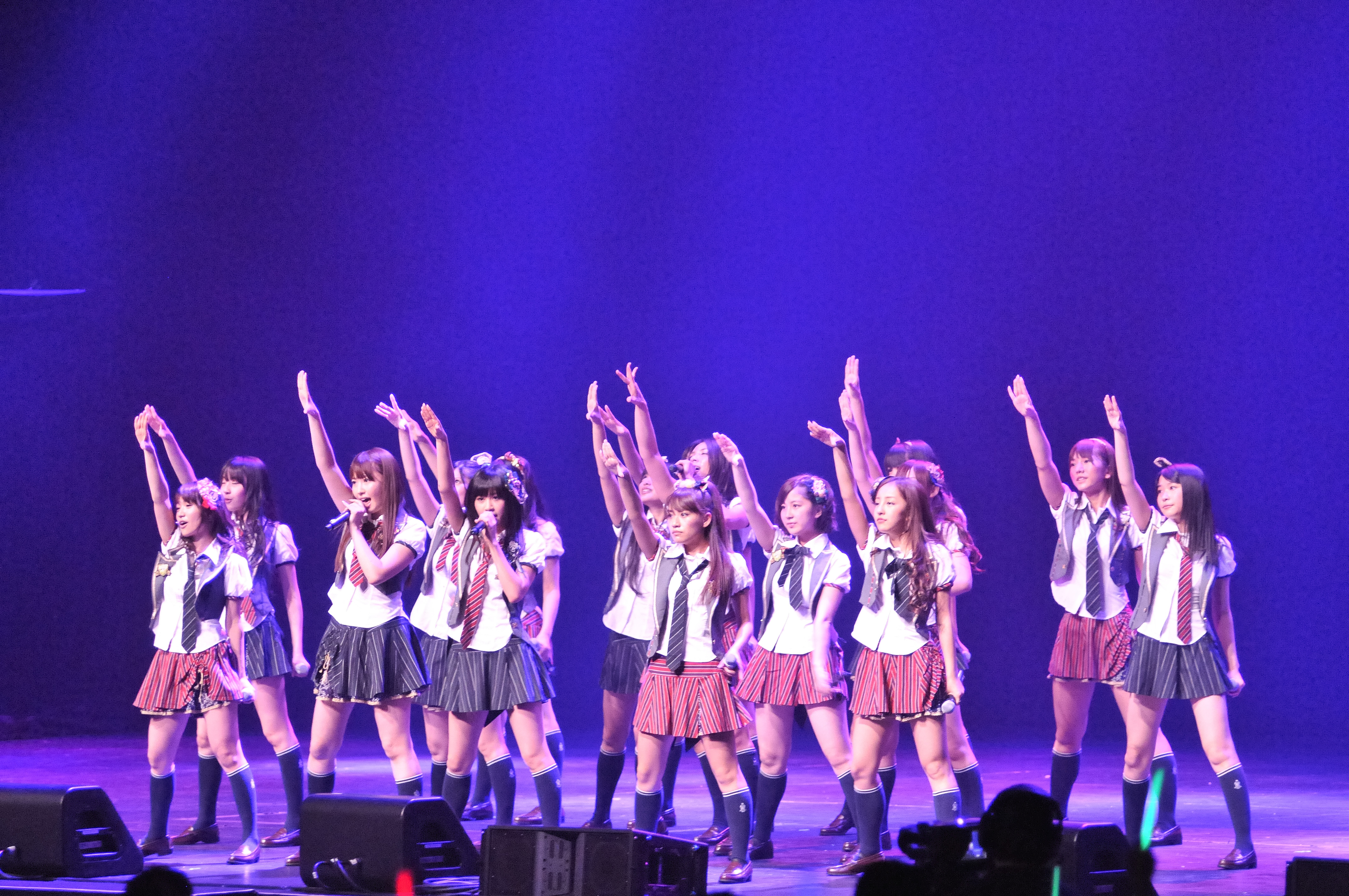
AKB48 bei einem Auftritt in Los Angeles (2010)

AKB48 (Aussprache englisch [eɪ keɪ biː fɔːtiː eɪt]) ist eine von Yasushi Akimoto gecastete japanische Idolgruppe weiblicher Mitglieder.
Das zugrunde liegende Konzept ist eine Musikgruppe von Idols, die täglich von ihren Fans angetroffen werden können. Die Gruppe ist daher in vier verschiedene Teams aufgeteilt, die fast jeden Tag in einem eigenen Theater im Tokioter Stadtteil Akihabara auftreten. Der Name der Band ist eine Abkürzung für Akihabara sowie die ursprünglich angestrebte Mitgliederanzahl von 48 Sängerinnen. Mit über 60 Millionen verkauften Tonträgern weltweit und 23 Erstplatzierungen in Folge in den japanischen Oricon-Singlecharts gehört AKB48 zu den erfolgreichsten japanischen Musikgruppen überhaupt.

## Geschichte
Die Mitglieder der Band wurden im Juli 2005 von Yasushi Akimoto aus 7.924 Bewerberinnen gecastet, wobei schließlich 24 Mädchen für AKB48 ausgewählt wurden. Am 8. Dezember 2005 gab die Gruppe ihr Debüt mit nur 20 Mädchen. Diese Gruppe bildete später das Team A. In Zusammenarbeit mit der japanischen Telefongesellschaft NTT DoCoMo wurde zu einer neuen Bewerberrunde aufgerufen. Es bewarben sich weitere 11.892 über MMS, von denen 19 für die Idol-Gruppe ausgewählt wurden. Von ihnen bildeten schließlich 18 Mädchen das Team K. Im April 2007 debütierte das Team B mit weiteren 16 Mitgliedern, womit die ursprünglich geplante Formation komplettiert wurde.

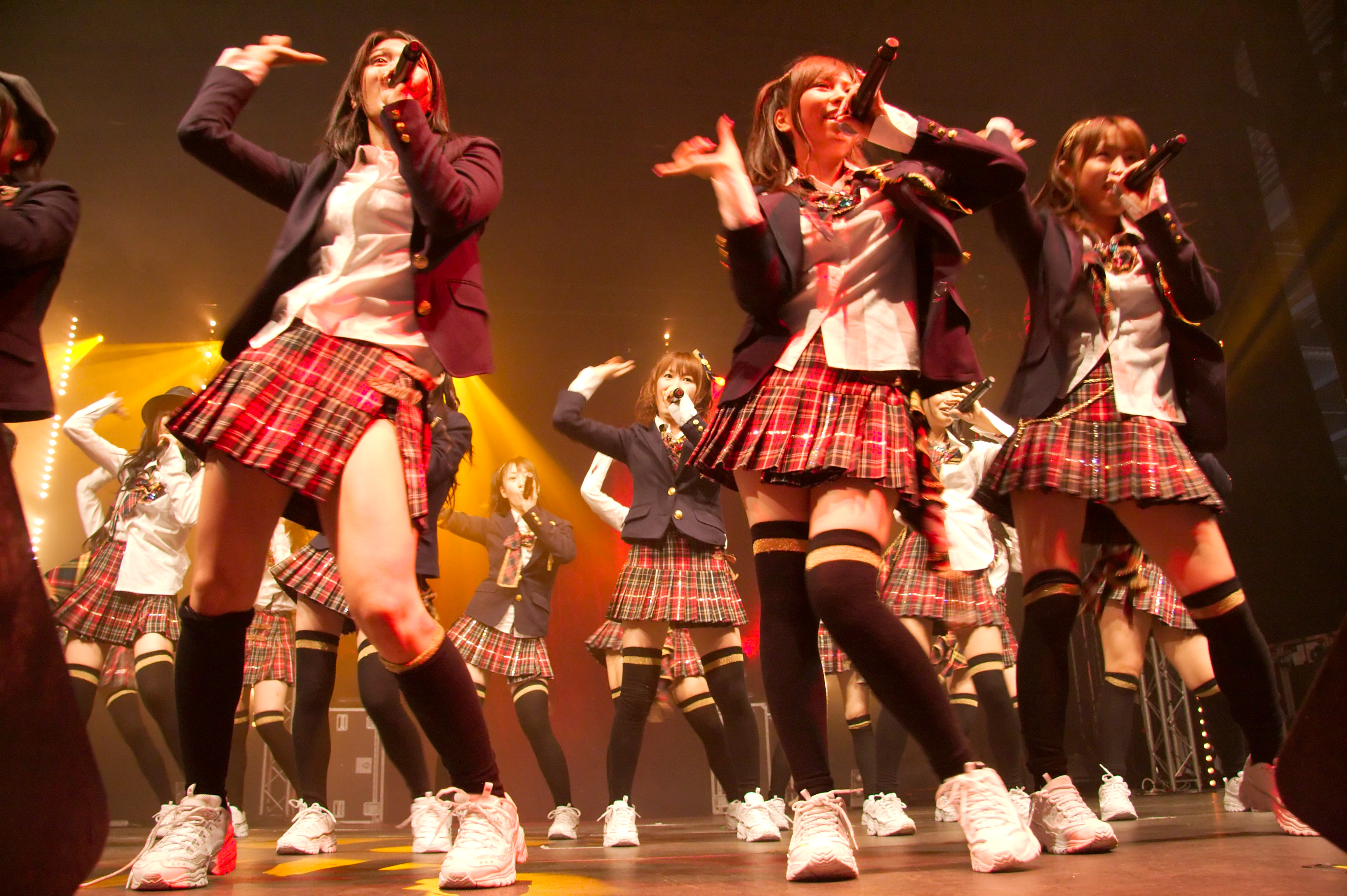
AKB48 an der Japan Expo in Paris, 2009

Im Dezember 2010 erhielt AKB48 einen Eintrag im Guinness-Buch der Rekorde als „größte [d. h. mitgliederstärkste] Popgruppe“ der Welt.
Akimoto gründete basierend auf diesem Konzept weitere Bands wie SKE48 in Sakae, Nagoya, NMB48 in Namba, Osaka, HKT48 in Hakata, Fukuoka, NGT48 in Niigata, STU48 in Setouchi, JKT48 in Jakarta, MNL48 in Manila, Team TP in Taipei, Taiwan, Team SH in Shanghai, China, BNK48 in Bangkok und MUM48 in Mumbai und bis zu ihrer Auflösung im März 2012 auch SDN48, die Samstag nachts (Saturday night) im AKB48-Theater auftraten. Die chinesische Schwestergruppe SNH48, welche 2012 in Shanghai gegründet wurde, beendete 2016 offiziell die Partnerschaft mit AKB48 und gründete eigenständig vier weitere Gruppen in China. 2018 kam es zu einer Kooperation zwischen Akimoto und der koreanischen Castingshow Produce 101, wodurch in der dritten Staffel Mitglieder der 48-Gruppen teilnehmen konnten. Produce 48 endete damit, dass Hitomi Honda (AKB48/Team 8), sowie Sakura Miyawaki und Nako Yabuki (beide HKT48) mit 9 koreanischen Trainees die Gruppe IZ*ONE gründeten.
Am 25. Mai 2014 wurden Rina Kawaei und Anna Iriyama sowie ein männliches Teammitglied von einem 24-Jährigen mit einer Säge angegriffen und an den Händen und im Gesicht verletzt. Die beiden Sängerinnen wurden erfolgreich operiert, ein für den Abend geplantes Konzert wurde abgesagt.

## Konzept, Vermarktung und Erfolg
Das von Akimoto erdachte Konzept sieht eine besondere Nähe zwischen der Band und ihren Fans vor. Diese wird durch die immer noch nahezu täglichen Auftritte im eigenen Theater und durch regelmäßige „Handshake“-Veranstaltungen erreicht, in denen Fans für kurze Zeit mit den Bandmitgliedern interagieren können. Nahezu alle Mädchen unterhalten eigene Blogs und Konten auf sozialen Plattformen wie google+ und Twitter. Zur Zielgruppe der Band gehören Mitglieder der japanischen Otaku-Szene, seit einigen Jahren ist AKB48 aber auch der breiten Öffentlichkeit bekannt. Japanische Medien sprechen hierbei auch von einem Sozialphänomen.
Die Vermarktungsstrategie beinhaltet eine umfangreiche Auswahl an Merchandise-Artikeln und die ständige mediale Präsenz besonders der prominenteren Mitglieder, die in einer Vielzahl von TV- und Radioshows, Dorama-Serien, Werbekampagnen, Kinofilmen, Musicals und Messen auftreten. Darüber hinaus produziert AKB48 diverse eigene TV-Formate. Dazu kommt vom 29. April 2012 bis 30. April 2013 die SF-Musik-Animeserie AKB0048 von Shōji Kawamori, in der die Protagonisten auf Mitgliedern der Band basieren.

### Senbatsu
Nicht alle Gruppenmitglieder partizipieren gleichermaßen an den Veröffentlichungen der Gruppe. Singles werden in der Regel
von einer durch das Management getroffenen Auswahl (jap. Senbatsu) eingesungen und präsentiert. Minami Takahashi ist das einzige Mitglied, das an allen A-Side-Singles seit dem Debüt der Gruppe teilgenommen hat, mit Ausnahme der Janken Taikai. Kojima Haruna hält den Rekord mit den meisten A-Side-Singles (40 von 42). Sie verzichtete freiwillig auf die Teilnahme für die Wahl der 41. Single.
Einmal im Jahr haben die Fans die Gelegenheit durch vorher erworbene Gutscheine den Senbatsu einer Single durch Wahlen (Senbatsu Sōsenkyo) zu bestimmen. 2012 berechtigten die ersten 16 Plätze zur Teilnahme an der Single Gingham Check; es gewann dabei Yūko Ōshima mit 108.837 Stimmen vor Mayu Watanabe (72.574 Stimmen). Insgesamt wurden über 1,4 Millionen Stimmen abgegeben. Die Summe der abgegebenen Stimmen erhöhte sich 2013 auf 2,7 Millionen. Es gewann diesmal HKT48s Rino Sashihara (150.570 Stimmen) vor Yūko Ōshima (136.503). Diese Wahlen, an denen Mitglieder aller japanischen Schwestergruppen teilnehmen, sind Gegenstand umfangreicher Berichterstattung in der japanischen Medienlandschaft.
Bei der Senbatsu Sōsenkyo 2014 gewann Mayu Watanabe (159.854), die damit das neue Center von AKB48 wurde. Zweite wurde die Vorjahressiegerin Rino Sashihara (141.954). Den dritten Platz belegte Yuki Kashiwagi (104.364).

#### Bisherige Sieger
- 2009: Atsuko Maeda
- 2010: Yūko Ōshima
- 2011: Atsuko Maeda
- 2012: Yūko Ōshima
- 2013: Rino Sashihara (HKT48)
- 2014: Mayu Watanabe
- 2015: Rino Sashihara (HKT48)
- 2016: Rino Sashihara (HKT48)
- 2017: Rino Sashihara (HKT48)
- 2018: Jurina Matsui (SKE48)

### Janken-Turnier
Eine weitere Besonderheit stellt das seit 2011 jährlich stattfindende „Schere, Stein, Papier“-Turnier dar (jap. Janken). Hierbei treten die Mitglieder gegeneinander an und bestimmen so die Teilnahme an einer weiteren Single untereinander. Mit dem Jankenturnier wird weniger bekannten Mitgliedern die Chance gegeben, ebenfalls an Singles und deren umfangreicher Promotion teilzuhaben. 2017 traten die Mitglieder in kleinen, von ihnen geformten, Gruppen gegeneinander an.

#### Bisherige Sieger
- 2010: Mayumi Uchida
- 2011: Mariko Shinoda
- 2012: Haruka Shimazaki
- 2013: Jurina Matsui (SKE48)
- 2014: Miyuki Watanabe (NMB48)
- 2015: Nana Fujita
- 2016: Tanabe Miku
- 2017: fairy w!nk (Duo bestehend aus Misaki Aramaki (HKT48) und Hirona Unjo (HKT48))

### Sub-Groups und Solo-Veröffentlichungen
Neben den regulären Veröffentlichungen der Hauptgruppe werden regelmäßig Nebenformationen von unterschiedlicher Lebensdauer gebildet, deren Tonträger ebenfalls Spitzenpositionen in den Charts erreichen. Einige Mitglieder werden auch als Solokünstler vermarktet. Mittlerweile haben die Schwestergruppen ihrerseits ebenso eigene Nummer-1-Hits.
2011 und 2012 wurden die ersten 5 Plätze der Oricon-Jahrescharts jeweils durch AKB48-Singles belegt. Die Band hat derzeit über 20 Millionen Tonträger abgesetzt und hält den japanischen Rekord über die meistverkauften Singles einer Mädchengruppe.
2011 betrug der Gesamtumsatz der Band über 200 Millionen US-Dollar.

## Momentane Formation
AKB48 besteht gegenwärtig (Stand: 10. Dezember 2018) aus den Teams A, K, B und 4 mit insgesamt 115 Mitgliedern. Seit April 2014 gibt es noch Team 8. Es wird gesponsert von Toyota und das Konzept ist „Idols die dich treffen“. Sie haben eine eigene Show im Theater und tauchen auch regelmäßig in den B-Sides der Singles auf. Dennoch werden sie nicht als offizielle Schwestergruppe gesehen. Team 8 besteht zurzeit aus 47 Mitgliedern, die aus unterschiedlichen Präfekturen Japans stammen.
Bei einer Reorganisation am 24. August 2012 wurde das erste Team 4 aufgelöst, und dessen 10 Mitglieder auf die drei anderen Teams verteilt. Ende August 2013 wurde ein neues Team 4 gebildet. Zusätzlich existiert noch das Kaigai Iseki (海外移籍(組), ~ (Gumi), „(Gruppe) Auslandstransfer“) mit 4 Mitgliedern, die zu Werbezwecken temporär internationalen Schwestergruppen zugeordnet werden. Zwei dieser Mitglieder bekleiden eine Doppelposition in regulären AKB48- und SKE48-Teams. Neben den vier Teamleiterinnen existiert jedoch auch noch eine „Generaldirektorin“ (総監督, sōkantoku), der alle vier Teams von AKB48 sowie alle Schwestergruppen unterstellt sind. Die aktuelle Generaldirektorin ist Yui Yokoyama.
Daneben gibt es auch noch das Team Kenkyūsei (チーム研究生, dt. „Team Auszubildende“), in dem potentiell zukünftige Mitglieder Erfahrung sammeln, zum Beispiel als Ersatz für reguläre Mitglieder und seit 2008 auch in eigenen Shows im bandeigenen Theater. Neue Kenkyūsei werden in regelmäßigen Castings ausgewählt, letztmals im Dezember 2016, dem 16. Casting für die Band insgesamt. In einem Fall wurde ein Mitglied (Minami Minegishi) wegen Verfehlungen wieder dem Team Kenkyūsei zugeteilt. Derzeit gibt es 18 Mitglieder im Wartestand. 43 Mitglieder, davon die meisten aus Team 8, sind momentan zwei verschiedenen Gruppen zugeteilt.

## Mitglieder
Die Mitglieder der einzelnen Teams sind, mit der jeweiligen Teamleiterin in fett; kursiv gedruckte AKB48-Mitglieder wurden in den Fanwahlen 2018 in die Top 16 gewählt:

### Team A
- Erii Chiba (千葉恵里)
- Chō Kurena (長久玲奈) (Team 8)
- Moe Gotō (後藤萌咲)
- Kotone Hitomi (人見古都音) (Team 8)
- Anna Iriyama (入山杏奈)
- Rena Katō (加藤玲奈)
- Ayaka Maeda (前田彩佳)
- Miho Miyazaki (宮崎美穂)
- Mion Mukaichi (向井地美音)
- Rei Nishikawa (西川怜)
- Yui Oguri (小栗有以) (Team 8)
- Rin Okabe (岡部麟) (Team 8)
- Hinano Okumoto (奥本陽菜) (Team 8)
- Ayana Shinozaki (篠崎彩奈)
- Miu Shitao (下尾みう) (Team 8)
- Kurumi Suzuki (鈴木くるみ)
- Manaka Taguchi (田口愛佳)
- Hijiri Tanikawa (谷川聖) (Team 8)
- Suzuha Yamane (山根涼羽)
- Yui Yokoyama (横山由依)
- Karen Yoshida (吉田華恋) (Team 8)

### Team K
- Nana Fujita (藤田奈那)
- Yuki Harumoto (春本ゆき) (Team 8)
- Haruna Hashimoto (橋本陽菜) (Team 8)
- Ayaka Hidaritomo (左伴彩佳) (Team 8)
- Manami Ichikawa (市川愛美)
- Mako Kojima (小嶋真子)
- Haruka Komiyama (込山榛香)
- Narumi Kuranō (倉野尾成美) (Team 8)
- Minami Minegishi (峯岸みなみ)
- Shinobu Mogi (茂木忍)
- Orin Mutō (武藤小麟)
- Tomu Mutō (武藤十夢)
- Ayami Nagatomo (長友彩海)
- Ikumi Nakano (中野郁海) (Team 8)
- Rena Nozawa (野澤玲奈)
- Erina Oda (小田えりな)
- Hinana Shimoguchi (下口ひなな)
- Misaki Tereda (寺田美咲) (Team 8)
- Moka Yaguchi (谷口もか) (Team 8)
- Moeka Yahagi (矢作 萌夏)
- Kyoka Yamada (山田杏華) (Team 8)
- Nanami Yamada (山田菜々美) (Team 8)
- Kana Yasuda (安田叶)
- Yuri Yokomichi (横道侑里) (Team 8)
- Yui Yokoyama (横山結衣) (Team 8)
- Ami Yumoto (湯本亜美)

### Team B
- Seina Fukuoka (福岡聖菜)
- Yuna Hattori (服部有菜) (Team 8)
- Yui Hiwatashi (樋渡結依)
- Hitomi Honda (本田仁美) (Team 8 & IZONE)
- Saho Iwatate (岩立沙穂)
- Yuki Kashiwagi (柏木由紀) (NGT48)
- Misaki Kawahara (川原 美咲) (Team 8)
- Saki Kitazawa (北澤早紀)
- Satone Kubo (久保怜音)
- Chiyori Nakanishi (中西智代梨)
- Hinako Okuhara (奥原妃奈子) (Team 8)
- Maho Omori (大盛 真歩)
- Nao Ota (太田奈緒)
- Shizuka Ōya (大家志津香)
- Yukari Sasaki (佐々木優佳里)
- Akari Sato (佐藤朱) (Team 8)
- Shiori Sato (佐藤栞) (Team 8)
- Maria Shimizu (清水麻璃亜) (Team 8)
- Juri Takahashi (高橋朱里)
- Miyu Takeuchi (竹内美宥)
- Kayoko Takita (田北香世子)
- Megu Taniguchi (谷口めぐ)
- Ayu Yamabe (山邊歩夢)
- Ruka Yamamoto (山本瑠香) (Team 8)
- Nanase Yoshikawa (吉川七瀬) (Team 8)

### Team 4
- Nanami Asai (浅井七海)
- Yurina Gyoten (行天優莉奈) (Team 8)
- Sayuna Hama (濵咲友菜) (Team 8)
- Hikaru Hirano (平野ひかる) (Team 8)
- Kaori Inagaki (稲垣香織)
- Saya Kawamoto (川本紗矢)
- Ma Chia-Ling (馬嘉伶)
- Rira Miyazato (宮里莉羅) (Team 8)
- Yuiri Murayama (村山彩希)
- Serika Nagano (永野芹佳) (Team 8)
- Hinano Noda (野田陽菜乃) (Team 8)
- Nana Okada (岡田奈々) (STU48)
- Miyū Ōmori (大森美優)
- Momoka Onishi (大西桃香) (Team 8)
- Nagisa Sakaguchi (坂口渚沙) (Team 8)
- Kiara Satō (佐藤妃星)
- Nanami Satō (佐藤七海) (Team 8)
- Kyoka Tada (多田 京加)
- Ayane Takahashi (高橋彩音) (Team 8)
- Sayaka Takahashi (髙橋彩香) (Team 8)
- Kaoru Takaoka (高岡薫) (Team 8)
- Makiho Tatsuya (達家真姫宝)
- Misaki Taya (田屋美咲)
- Hatsuka Utada (歌田初夏) (Team 8)
- Mizuki Yamauchi (山内瑞葵)

## Transferierte Mitglieder

### SKE48
- Oba Mina (大場美奈) (2014)
- Sato Sumire (佐藤すみれ) (2014)
- Yamauchi Suzuran (山内鈴蘭) (2014)

### NMB48
- Ichikawa Miori (市川美織) (2014)
- Umeda Ayaka (梅田彩佳) (2014)
- Fujie Reina (藤江れいな) (2014)

### HKT48
- Sashihara Rino (指原莉乃) (2012)
- Ota Aika (多田愛佳) (2012)

### SDN48
- Kayo Noro (野呂佳代) (2010)
- Megumi Ohori (大堀恵) (2010)
- Kazumi Urano (浦野一美) (2010)
- Haruka Kohara (小原春香) (2010)

### NGT48
- Kitahara Rie (北原里英) (2015)

### JKT48
- Nakagawa Haruka (仲川遥香) (2012)
- Chikano Rina (近野莉菜) (2014)

### SNH48
- Miyazawa Sae (宮澤佐江) (2012)

### Team TP (vorher TPE48)
- Abe Maria (阿部マリア) (2017)

### BNK48
- Izuta Rina (伊豆田莉奈) (2017)

## Ehemalige Mitglieder
Mitglieder, die fett gedruckt sind, waren Gewinner der Senbatsu Sōsenkyo; kursiv sind Mitglieder, die bis zu ihrem Austritt aus der Gruppe regelmäßig in den Senbatsu waren.

### Team A
- Yuki Usami (宇佐美友紀) (2006)
- Ayumi Orii (折井あゆみ) (2007)
- Michiru Hoshino (星野みちる) (2007)
- Kayano Masuyama (増山加弥乃) (2007)
- Hana Tojima (戸島花) (Kehrt als Mitglied von SDN48 zurück) (2008)
- Hitomi Komatani (駒谷仁美) (Kehrt als Mitglied von SDN48 zurück) (2008)
- Rina Nakanishi (中西里菜) (2008)
- Risa Narita (成田梨紗) (2008)
- Tomomi Ōhe (大江朝美) (2008)
- Nozomi Kawasaki (川崎希) (2009)
- Mai Ōshima (大島麻衣) (2009)
- Atsuko Maeda (前田敦子) (2012)
- Natsuki Satoō (佐藤夏希) (2012)
- Moeno Nito (仁藤萌乃) (2013)
- Tomomi Kasai (河西智美) (2013)
- Tomomi Nakatsuka (中塚智実) (2013)
- Mariko Shinoda (篠田麻里子) (2013)
- Shiori Nakamata (仲俣汐里) (2013)
- Ayaka Kikuchi (菊地彩香) (2014)
- Haruka Katayama (片山陽加) (2014)
- Ayaka Morikawa (森川彩香) (2015)
- Sakiko Matsui (松井咲子) (2015)
- Rina Kawaei (川栄李奈) (2015)
- Rena Nishiyama (西山怜那) (2015)
- Karen Iwata (岩田華怜)
- Minami Takahashi (高橋みなみ) (2016)
- Rina Hirata (平田梨奈) (2016)[20]
- Ami Maeda (前田亜美) (2016)[21]
- Mayu Ogasarawa (小笠原茉由) (2016)
- Haruka Shimazaki (島崎遥香) (2016)
- Nana Owada (大和田南那) (2017)
- Mariko Nakamura (中村麻里子) (2017)
- Haruna Kojima (小嶋陽菜) (2017)
- Miru Shiroma (白間美瑠) (NMB48) (gecancelt) (2017)
- Sakura Miyawaki (宮脇咲良) (HKT & IZONE) (gecancelt) (2017)
- Tsumugi Hayasaka (早坂つむぎ) (Team 8) (2018)
- Karin Shimoaoki (下青木香鈴) (Team 8) (2018)

### Team K
- Ayako Uemura (上村彩子) (2006)
- Ayana Takada (高田彩奈) (2007)
- Yū Imai (今井優) (2007)
- Kaoru Hayano (早野薫) (2009)
- Risa Naruse (成瀬理沙) (2009)
- Erena Ono (小野恵令奈) (2010)
- Rumi Yonezawa (米沢瑠美) (2012)
- Kaoru Mitsumune (光宗薫) (2012)
- Yuka Masuda (増田有華) (2012)
- Sayaka Nakaya (仲谷明香) (2013)
- Natsumi Matsubara (松原夏海) (2013)
- Tomomi Itano (板野友美) (2013)
- Sayaka Akimoto (秋元才加) (2013)
- Amina Satō (佐藤亜美菜) (2014)
- Yūko Ōshima (大島優子) (2014)
- Shihori Suzuki (鈴木紫帆里) (2015)
- Mayumi Uchida (内田眞由美) (2015)
- Jurina Matsui (松井珠理奈) (SKE48) (gecancelt) (2016)
- Aki Takajō (高城亜樹) (2016)
- Mariya Nagao (永尾まりや) (2016)
- Sayaka Yamamoto (山本彩) (NMB48) (gecancelt) (2016)
- Haruka Ishida (石田晴香) (2016)
- Moe Aigasa (相笠萌) (2017)
- Chisato Nakata (中田ちさと) (2017)
- Mariya Suzuki (鈴木まりや) (2017)
- Haruka Shimada (島田晴香) (2017)
- Yūka Tano (田野優花) (2018)

### Team B
- Shiho Watanabe (渡邊志穂) (2007)
- Ayaka Kikuchi (菊地彩香) (kehrt als Kenkyūsei zurück) (2008)
- Naru Inoue (井上奈瑠) (2008)
- Reina Noguchi (野口玲菜) (2009)
- Yuki Matsuoka (松岡由紀) (2009)
- Mika Saeki (佐伯美香) (2009)
- Manami Oku (奥真奈美) (2011)
- Natsumi Hirajima (平嶋夏海) (2012)
- Mika Komori (小森美果) (2013)
- Anna Ishida (石田安奈) (SKE48) (gecancelt) (2013)
- Misato Nonaka (野中美郷) (2014)
- Rina Ikoma (生駒里奈) (Nogizaka46) (gecancelt) (2015)
- Hikari Hashimoto (橋本耀)(2015)
- Asuka Kuramochi (倉持明日香) (2015)
- Natsuki Uchiyama (内山奈月) (2016)
- Misaki Iwasa (岩佐美咲) (2016)
- Kana Kobayashi (小林香菜) (2016)
- Miyuki Watanabe (渡辺美優紀) (NMB48) (2016)
- Ayano Umeta (梅田綾乃) (2017)
- Aeri Yokoshima (横島亜衿) (2017)
- Ryoka Oshima (大島涼花) (2017)
- Miku Tanabe (田名部生来) (2017)
- Yuria Kizaki (木﨑ゆりあ) (2017)
- Mayu Watanabe (渡辺麻友) (2017)
- Natsuki Kojima (小嶋菜月) (2018)

### Team 4
- Anna Mori (森杏奈) (2011)
- Yurina Takashima (髙島祐利奈) (2014)
- Marina Kobayashi (小林茉里奈) (2015)
- Riho Kotani (三秋里歩) (NMB48) (gecancelt) (2015)
- Mitsuki Maeda (前田美月) (2015)
- Mizuki Tsuchiyasu (土保瑞希) (2015)
- Wakana Natori (名取稚菜) (2015)
- Miki Nishino (西野未姫) (2017)
- Ayaka Okada (岡田彩花) (2017)
- Miyabi Iino (飯野雅) (2018)
- Rio Okawa (大川莉央) (2018)

## Diskografie
Studioalben

| Jahr | Titel Musiklabel                                                                              | Höchstplatzierung, Gesamtwochen, AuszeichnungChartsChartplatzierungen (Jahr, Titel, Musiklabel, Platzierungen, Wochen, Auszeichnungen, Anmerkungen) | Anmerkungen                                                             |
| Jahr | Titel Musiklabel                                                                              | JP | Anmerkungen                                                             |
| ---- | --------------------------------------------------------------------------------------------- | --- | ----------------------------------------------------------------------- |
| 2011 | Koko ni Ita Koto (ここにいたこと) King Records                                                | JP1 Diamant · (76 Wo.)JP | Erstveröffentlichung: 8. Juni 2011 Verkäufe: + 1.000.000                |
| 2012 | 1830m King Records                                                                            | JP1 Diamant · (29 Wo.)JP | Erstveröffentlichung: 15. August 2012 Verkäufe: + 1.029.954             |
| 2014 | Tsugi no Ashiato (次の足跡) King Records                                                      | JP1 Diamant · (34 Wo.)JP | Erstveröffentlichung: 22. Januar 2014 Verkäufe: + 1.036.751             |
| 2015 | Koko ga Rhodes da, Koko de Tobe! (ここがロドスだ、ここで跳べ!) King Records                   | JP1 ×3Dreifachplatin · (19 Wo.)JP | Erstveröffentlichung: 21. Januar 2015 Verkäufe: + 780.591               |
| 2017 | Thumbnail (サムネイル) King Records                                                           | JP1 ×3Dreifachplatin · (15 Wo.)JP | Erstveröffentlichung: 25. Januar 2017 Verkäufe: + 750.000               |
| 2018 | Bokutachi wa, Anohi no Yoake wo Shitteiru (僕たちは、あの日の夜明けを知っている) King Records | JP1 ×2Doppelplatin · (10 Wo.)JP | Erstveröffentlichung: 24. Januar 2018 Verkäufe: + 500.000               |
| 2024 | Nantettatte AKB48 (なんてったってAKB48) Universal Music IST                                   | JP1 Gold · (6 Wo.)JP | Erstveröffentlichung: 25. Dezember 2024 Verkäufe: + 100.000; Coveralbum |

## Eigenständige Units
- Chocolove from AKB48 (April bis Dezember 2007): Rina Nakanishi, Sayaka Akimoto, Sae Miyazawa
- No3b (sprich No Sleeves) (seit September 2008): Haruna Kojima, Minami Takahashi, Minami Minegishi
- Watarirōka Hashiritai (渡り廊下走り隊) → Watarirōka Hashiritai 7 (Oktober 2008-Februar 2014): Haruka Nakagawa, Ayaka Kikuchi, Aika Ōta, Mayu Watanabe, Natsumi Hirajima (bis 2012), Mika Komori (seit 2011), Misaki Iwasa (seit 2011)
- French Kiss (フレンチ・キス) (Juni 2010-November 2015): Yuki Kashiwagi, Asuka Kuramochi, Aki Takajō
- Not Yet (seit Januar 2011): Yūko Ōshima, Rie Kitahara, Rino Sashihara, Yui Yokoyama
- Diva (April 2011–2014): Sayaka Akimoto, Yuka Masuda, Sae Miyazawa, Ayaka Umeda; Tänzerinnen: Satoko Kasuya, Yūki Futami, Atsuko Furukawa, Ramu Fukuno, Ayaka Yamagami, Yuina Inoue
- No Name (April 2012–2013): Mayu Watanabe, Amina Satō, Haruka Ishida, Sumire Satō, Sayaka Nakaya, Karen Iwata, Kumi Yagami, Sawako Hata, Mao Mita
- Tentoumu Chu! (seit Juli 2013): Mako Kojima, Miki Nishino, Nana Okada, Ryoha Kitagawa (SKE48), Nagisa Shibuya (NMB48), Meru Tashima (HKT48), Mio Tomonaga (HKT48)
- Dendenmu Chu! (seit Mai 2015): Nana Owada, Mion Mukaichi, Saya Kawamoto, Yuiri Murayama, Megu Taneguchi, Miku Tanaka (HKT48), Nako Yabuki (HKT & IZONE)

## Filmografie

### Dokumentationen
- DOCUMENTARY of AKB48 to be continued „10 Nengo, Shoujo Tachi wa Ima no Jibun ni Nani o Omou Nodarou?“ (2011)
- DOCUMENTARY of AKB48 Show must go on Shoujo-tachi wa Kizutsuki Nagara, Yume wo Miru (2012)
- DOCUMENTARY of AKB48 No flower without rain Shoujo Tachi wa Namida no Ato ni Nani wo Miru? (2013)
- DOCUMENTARY of AKB48 The Time Has Come (2014)
- DOCUMENTARY of AKB48 Sonzai suru Riyuu (2016)

### Dramen
- Majisuka Gakuen (マジすか学園) (2010)
- Majisuka Gakuen 2 (マジすか学園2) (2011)
- Majisuka Gakuen 3 (マジすか学園3) (2012)
- Sakura Kara no Tegami: AKB48 Sorezore no Sotsugyo Monogatari(桜からの手紙 〜AKB48 それぞれの卒業物語〜)(2011)
- Shiritsu Bakaleya Kōkō (私立バカレア高校) (2012)
- So long! (2013)
- Fortune Cookies (2013)
- Sailor Zombie (セーラーゾンビ) (2014)
- Majisuka Gakuen 4 (マジすか学園4) (2015)
- Majisuka Gakuen 5 (マジすか学園5) (2015)
- Crow’s Blood (2016)[26]
- Cabasuka Gakuen (キャバすか学園) (2016)
- Tofu Pro Wrestling (豆腐プロレス) (2017)
- Majimuri Gakuen (マジムリ学園) (2018)

### Anime
- AKB0048 (2012–2013)